# 本朝通鑑
『本朝通鑑』（ほんちょうつがん）は、江戸幕府により編集された漢文編年体の歴史書。寛文10年（1670年）成立。全326巻。

## 内容
江戸幕府の修史事業として編纂が行われ、林家の林羅山、林鵞峯（春斎）父子を中心に編纂された。提要30巻、附録5巻、前編3巻（神代）、正編40巻（「本朝編年録」に元からあったのは正編。神武天皇～宇多天皇）、続編230巻（醍醐天皇～後陽成天皇）、國史館日録18巻など、全326巻から構成される日本通史。
神代から後陽成天皇（1586-1611在位）の代までを記している。倫理的な判断を避け、史実を書くことが方針とされているという。
3代将軍徳川家光時代の修史事業で、林羅山が編纂した『本朝編年録』は正保元年（1644年）に上梓されるが、明暦3年（1657年）の明暦の大火で焼失。寛文2年（1663年）10月、将軍徳川家綱の上意として林鵞峯に編年録の完成を命じられ、翌寛文3年8月に幕府老中の連署奉書で幕府の許可がおり、忍岡の林邸での編纂が開始される。日本には延喜年間以降の正史が無く史料収集など事業は難渋し、翌寛文4年、鵞峯は老中酒井忠清に古記録の収集など必要な援助を要請。7月には永井尚庸が奉行役に任じられ、諸大名や朝廷、寺社などに所蔵する諸記録の提出が命じられる。8月には林邸に幕費で編纂所としての国史館（弘文院）が建てられ、本格的な編纂事業として進められた。
編纂期間中の寛文2年（1662年）には中国で明朝から清朝への王朝交代があり、幕府の修史事業にも影響を与えているという。書名は当初『本朝編年録』であったが、中国宋代の史書『資治通鑑』に倣い、『本朝通鑑』に変更されたという。編纂は着手から7年、寛文10年（1670年）に完成し、6月には中書本が将軍家へ提出される。清書本は紅葉山文庫と日光東照宮に納められた。

## 呉太伯説との関係
水戸藩主徳川光圀は、この書中に「天皇の祖先は呉の太伯である」という記述を発見して憤慨し、そのことがきっかけとなって水戸藩独自の修史事業（のちの『大日本史』）を起こした、という伝説がある。ただし、現行の『本朝通鑑』にそのような記述は存在しない。
この伝説は安藤為章の『年山紀聞』に初めて現われ、藤田幽谷の『修史始末』などによって広まったもので、水戸藩では事実として広く信じられていた。1890年（明治23年）2月、日下寛は『史学雑誌』に論文「本朝通鑑考」を発表し、現行の『本朝通鑑』にそのような記述が無いこと、さらに林鵞峯が、寛文9年（1669年）に書いた『本朝通鑑』神代紀跋文の中で、太伯説を採用しないことを明記していることを挙げて、この説を否定した。これに対し内藤燦聚・内藤耻叟・栗田寛・木村正辞らから、現行『本朝通鑑』に該当する記述がないのは、徳川光圀の批判によって削除されたからである、という反論がなされた。一方、栗田元次・花見朔己・三浦周行・清原貞雄らは日下説を支持した。
1940年（昭和15年）、松本純郎は、先行研究を整理した上で、林鵞峯の日記『国史館日録』を見る限り『本朝通鑑』が改訂された形跡はなく、削除説は成立し難いこと、安藤為章が水戸藩に仕えたのは貞享3年（1686年）で、しかも『年山紀聞』本文の推定成立年代は元禄13年（1700年）から正徳5年（1715年）までの間、すなわち『本朝通鑑』の完成した寛文10年（1670年）よりも30年以上後であり、信憑性が低いことを指摘し、この伝説は事実とは認められないとした。
羅山・鵞峯父子が呉太伯説に肯定的だったのは事実だが、それはあくまで個人的見解にとどまり、幕府の公的な修史事業である『本朝通鑑』において、あえてこの説を採用することはしなかったと考えられている。